# スリラー
スリラー （英: thriller）は、文学作品、映画、テレビ番組での幅広く使われる描写手法の一つであり、様々な主題の作品で使われる。テンポが速く、アクションの要素が高頻度に出ることが特徴で、プロット的には機知に富んだ少数の英雄的な主人公が重武装の強大な敵の計画を（しばしば暴力によって）阻止しなければならない、というものである。

## 概説
典型的なスリラーは登場人物の成長を絡めたり、サスペンス、レッドヘリング、クリフハンガーといった仕掛けを頻用したりする。外国の街、沙漠、南極、北極、外洋といったエキゾチックな舞台もしばしば取り上げられ、全編がそのような場所で繰り広げられる場合もある。現代のスリラーにおける主人公はしばしば、危険に慣れた強い人物、たとえば警察官、スパイ、兵士、船員、運転士／運転手、操縦士／操縦手である。以前は（特に1980年代以前）、何の変哲もない一般市民が偶然危険に晒されるという場合が多かった。主人公はほとんど必然的に男性であるが、脇に女性が配されることもある。
スリラーには推理小説と重なる部分があるが、プロットの構築上、主流の推理小説とは区別されるものである。典型的なスリラーにおいては、主人公が阻止せんと試みるのは実体が既にわかっている敵の企みであり、黒幕をあぶり出して叩くようなことは少ない。典型的なスリラーの敵は大規模な犯罪を計画する。連続ないしは大量の殺人、テロ、暗殺、政府転覆なのである。彼我の暴力的戦闘は推理小説でも稀ではないが、スリラーにおいては標準である。スリラーは主題ではなく描写手法であるが「スリラー作品」として分類されるものは、他のジャンル、例えばスパイもの、法廷もの、戦争もの、海事ものなどと区別される。
スリラーと推理小説との典型的な違いはまた、一般的に推理小説ではクライマックスは謎の解明におかれる一方、スリラーではクライマックスシーンを主人公の勝利におく点にもみられる。ついに敵を下し彼自身の生命、囚われの身となっていた無垢なものの生命を救う場面である。フィルム・ノワールおよび悲劇では、主人公が栄誉を失い、しばしばその過程においてアキレス腱を狙われ殺される。
極言すれば、スリラーは物語の主題による分類ではなく描写の仕方による分類である。例えば多くのスリラーにはスパイやスパイ商売が登場するが、スパイ小説がすべてスリラーというわけではない。ジョン・ル・カレのスパイ小説は明示的かつ意図的にスリラーのありがちなパターンを避けている。多くのスリラー作家は関連するジャンルで、スリラー的要素をほとんど含まない小説を書いている。例えば、アリステア・マクリーン、ハモンド・イネス、ブライアン・キャリスンらはスリラー作品として名高いが、海を舞台に自然と戦う人間の物語を真正面から描く作品でも成功している。
以下のリストはスリラー描写が使われることがあるジャンルの一覧である。スリラー描写の可用性が分かるだろう。
- スパイ小説 - 政治スリラー（ポリティカルスリラー）、スパイスリラーとも呼ばれる。
- アクションもの（アクション小説）
- テクノスリラー
- サイコスリラー（サイコホラー、サイコサスペンス）
- 医学スリラー
- 軍事スリラー
- 法医学スリラー
- 犯罪もの（事件もの）
- シリアルキラー（連続殺人もの）
- サスペンス（謀略もの）
- ロマンスもの
- 法廷もの
- 超自然もの

## 代表的な作品例
『オデュッセイア』は、西洋世界で最も古い物語の一つであり、スリラーのプロトタイプの初期のものと見なされている。主人公オデュッセウスはトロイア戦争の後命がけの航海を行い、大変過酷な苦難を克服して妻ペネロペの許に戻ろうとするのである。一つ目の巨人キュクロープス、歌で船乗りを滅ぼすセイレーンなど恐るべき敵と戦った。ほとんどの場合、オデュッセウスは野蛮な力ではなく知略をもって危機を乗り越えていく。
『モンテクリスト伯』はエドモンド・ダンテスの向こう見ずな復讐劇である。彼は友人に裏切られ、ディフ城に囚われる身となる。ただ一人の仲間である老人から、哲学から剣術にいたる全てを学んだ彼は、瀕死の老人から秘宝の在処を教えられる。やがてダンテスは策をこらして脱獄、秘宝を用いて自らをモンテクリスト伯と認めさせる。復讐の念にかられた彼は、自分の人生を破壊したものどもを罰していく。
『吸血鬼ドラキュラ』はゴシック時代の超自然スリラーである。日記、書簡、新聞の切り抜きを交えて一人称で語られる。若いイギリス人弁護士ジョナサン・ハーカーはロンドンの地所を購入したいというドラキュラ伯爵に会うため、トランシルヴァニアのカルパティア山脈にある彼の居城を訪問する。伯爵の正体は不死の怪物である吸血鬼であり、ハーカーを城に閉じ込め、ロンドンに向かう。ロンドンにやってきた伯爵は自身の勢力を広めようと暗躍するが、彼の被害者の知人たちは、吸血鬼に詳しいヴァン・ヘルシング教授の助力を得て対抗する。
『闇の奥』は船乗りマーロウの独り語りである。彼はカーツという名のベルギー人商人を探してコンゴ河を旅した。奥地へ奥地へと向かうにつれ、人間のもつ残忍性と非人間性がむき出しになっていく。文明が果て、未開が始まる地について語るマーロウの口は次第に重くなっていく。
『ランボー』は現代のアクション小説の祖と広く考えられている。PTSDに悩む若いベトナム帰還兵（ランボー）が朝鮮戦争で戦った経験のある保安官と出会う。保安官はランボーを自動車に乗せ町から追い出そうとするが、そのときケンタッキーの田舎にいるランボーの頭の中にはベトナム戦争の森が、丘が、洞窟が奔流のように浮かぶ。世代間の衝突だけでなく正規軍とゲリラ戦争との衝突となった。
『24 -TWENTY FOUR-』はテンポの速いテレビシリーズであり、対テロ戦争の影響がある。各シーズンは24時間の進行に合わせて構成され、各話（1時間）が「リアルタイム」に進行する。画面分割や画面上の時計が技法として用いられている。ジャック・バウアーとその同僚がテロリストの脅威と戦う様を追う。
他の例としては、『サイコ』、『レッドオクトーバーを追え』、『ジャッカルの日』、『ダ・ヴィンチ・コード』、『ジュラシックパーク』などがあげられる。このジャンルに深く関係した作者ではロバート・ラドラム、デイヴィッド・マレル（英語版記事）、フレデリック・フォーサイス、ダン・ブラウン、トム・クランシー、マイケル・クライトン、イアン・フレミング、アリステア・マクリーンなどがあげられる。